# インドネシア証券取引所
インドネシア証券取引所（インドネシアしょうけんとりひきじょ、インドネシア語: Bursa Efek Indonesia、英語: Indonesia Stock Exchange）は、インドネシアのジャカルタに拠点を置く証券取引所である。略称IDX。

## 概要
インドネシア証券取引所は時価総額の合計で$426.78億ドル、462社の上場企業を擁する（2012年時点）。487,713人が個人投資家、12,324人の機関投資家、500,037人の国内投資家を擁しており、外国人投資家が3割、国内投資家が7割を占める（2016年9月時点、シングル識別番号による）。ジャカルタ総合指数(JKSE)とは、インドネシア証券取引所上場の全銘柄を対象とする時価総額平均指数である。インドネシアLQ45指数は特に流動性の高い45銘柄を指す。
取引の電子化は進み、取引高ベースで99％が電子取引となっており、立会取引は1％程度である。2016年株式公開情報センターを開設した。

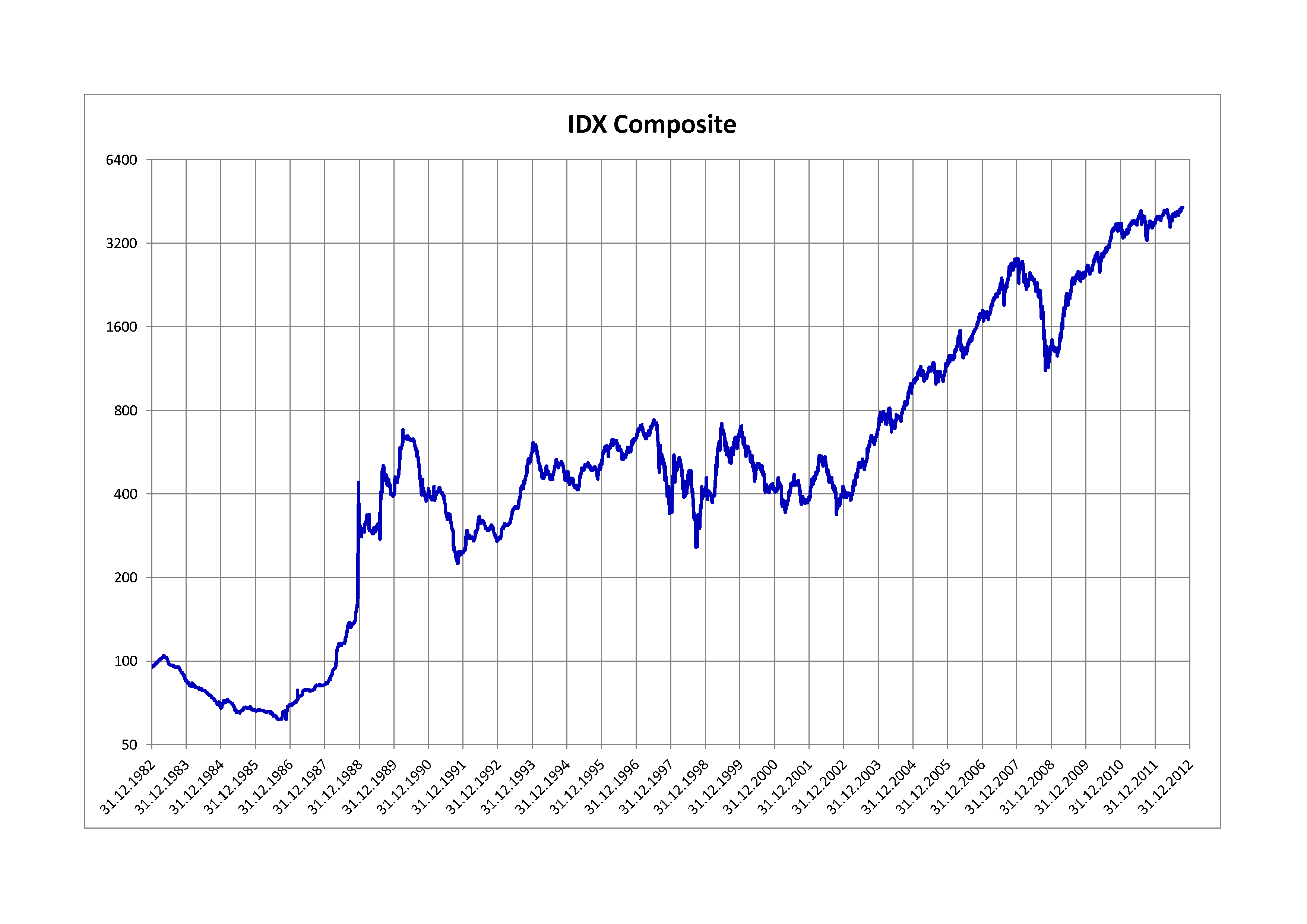
IDXのJKSE推移（1982–2012年）

国営企業を除けば、上場企業の多くが家族経営企業であり、インドネシア華僑の大財閥上位コングロマリットである。例えばサリム・グループ、シナール・マス・グループなどの巨大企業グループである。
2002年末の331社から2008年末には396社に増加したが、外国企業の上場は1社もなかった。また、アジア通貨危機に見られたインドネシア通貨ルピアの為替リスクを常に抱える市場といえる。米国の資産運用会社のVanEck Globalがインドネシア証券取引所上場25銘柄で構成されるMarket VectorsIndonesia Index ETF（IDX）をニューヨーク証券取引所におけるNYSE Arcaに上場した。

## 沿革
- 1912年12月、元々インドネシアの証券取引の起源は、植民地支配をしていたオランダの東インド会社がバタヴィア（現ジャカルタ）に設立された取引所に遡る。当時東インド会社のルールをもとに設立されたものの、事実上は機能せず[4]、その後二度の世界大戦の度に閉鎖された[5]。
- 1977年にインドネシア政府主導の下で、国内の証券取引所の統合と資本取引メニューの拡大が進んでいく。
- 1982年、ジャカルタ総合指数算出開始。
- 2007年、スラバヤ証券取引所（SSX）とジャカルタ証券取引所（JSX）が統合された。